# ダン・ホーキンス
ダン・ホーキンス（Dan Hawkins, 本名：Daniel Francis Hawkins, 1976年12月12日 - ）はザ・ダークネスのギタリストである。同バンドのジャスティン・ホーキンスは兄で、兄と同じくイギリス・サフォーク州のローストフト出身。
ダンはパフォーマンスが派手な兄に比べて、クール志向なので対照的。コンサートの際によくシン・リジィのTシャツを身に纏っている。
また、兄をバンドのボーカリストになる事を薦めたのは彼である。